# ويليام د. فرنسيس
ويليام د. فرنسيس (بالإنجليزية: William D. Francis)‏ هو عالم نبات أسترالي، ولد في 6 مارس 1889 في Bega, New South Wales ‏ في أستراليا، وتوفي في 2 يناير 1959 في بريزبان في أستراليا.